# Liste des parcs d'État du Nouveau-Mexique
Liste des parcs d'État du Nouveau-Mexique aux États-Unis d'Amérique par ordre alphabétique. Ils sont gérés par la New Mexico State Parks Division du New Mexico Energy, Minerals and Resources Department.
| \| \| Carte des parcs d'État du Nouveau-Mexique. |
| Parc d'État de Bluewater Lake · Parc d'État de Bottomless Lakes · Parc d'État de Brantley Lake · Parc d'État de Caballo Lake · Parc d'État de Cerrillos Hills · Parc d'État de Cimarron · Parc d'État de City of Rocks (Nouveau-Mexique) · Parc d'État de Clayton Lake · Parc d'État de Conchas Lake · Parc d'État de Coyote Creek · Parc d'État d'Eagle Nest Lake · Parc d'État d'Elephant Butte · Parc d'État d'El Vado Lake · Parc d'État de Fenton Lake · Parc d'État d'Heron Lake · Parc d'État d'Hyde Memorial · Parc d'État de Leasburg Dam · Parc d'État de Living Desert · Parc d'État de Manzano Mountains · Parc d'État de Mesilla Valley Bosque · Parc d'État de Morphy Lake · Parc d'État de Navajo Lake · Parc d'État d'Oasis · Parc d'État d'Oliver Lee Memorial · Parc d'État de Pancho Villa · Parc d'État de Percha Dam · Parc d'État de Rio Grande Nature Center · Parc d'État de Rockhound · Parc d'État de Redrock · Parc d'État de Santa Rosa Lake · Parc d'État de Storrie · Parc d'État de Sugarite · Parc d'État de Sumner Lake · Parc d'État d'Ute Lake · Parc d'État de Vietnam Veterans Memorial · Parc d'État de Villanueva |

- Bluewater Lake
- Bottomless Lakes
- Brantley Lake
- Caballo Lake
- Cerrillos Hills
- Cimarron
- City of Rocks
- Clayton Lake
- Conchas Lake
- Coyote Creek
- Eagle Nest Lake
- Elephant Butte
- El Vado Lake
- Fenton Lake
- Heron Lake
- Hyde Memorial
- Leasburg Dam
- Living Desert
- Manzano Mountains
- Mesilla Valley Bosque
- Morphy Lake
- Navajo Lake
- Oasis
- Oliver Lee Memorial
- Pancho Villa
- Percha Dam
- Rio Grande Nature Center
- Rockhound
- Redrock
- Santa Rosa Lake
- Storrie
- Sugarite
- Sumner Lake
- Ute Lake
- Vietnam Veterans Memorial
- Villanueva